# Maciej Kazieczko
Maciej Kazieczko (ur. 22 czerwca 1993 w Nowej Soli) – polski zawodnik mieszanych sztuk walki (MMA). Od 2016 zawodnik największej federacji MMA w Europie – KSW, w której zajmuje 9 miejsce w oficjalnym rankingu wagi lekkiej. Debiutował w organizacji Slugfest.

## Kariera MMA

### Wczesna kariera
Karierę w zawodowym MMA rozpoczął 6 czerwca 2015 roku podczas gali Slugfest 4: Murowana Goślina. W swoim debiucie pokonał przez błyskawiczny nokaut Słowaka, Matěja Mordačíka już w 15 sekundzie walki.

### KSW
1 października 2016 roku zadebiutował w największej europejskiej organizacji – Konfrontacji Sztuk Walki, gdzie zwyciężył jednogłośną decyzją sędziowską z Mariuszem Mazurem podczas gali KSW 36 w Zielonej Górze.
7 kwietnia 2017 roku podczas KSW 38 znokautował technicznie Tomasza Matusewicza już w pierwszej rundzie pojedynku. Zgarnął wówczas bonus finansowy w kategorii „Nokaut wieczoru”.
23 grudnia 2017 roku na KSW 41 po wygrywanej pierwszej rundzie ostatecznie przegrał przez nokaut z Gracjanem Szadzińskim. Była to jego pierwsza porażka w karierze.
14 kwietnia 2018 roku wrócił na zwycięskie tory pokonując przez jednogłośną decyzję Macieja Kalicińskiego na gali KSW 43.
23 marca 2019 na KSW 47 przez większościową decyzję wygrał z Bartłomiejem Koperą.
7 grudnia 2019 roku podczas gali KSW 52 w Gliwicach brutalnie znokautował Szwajcara, Michaela Duboisa w 24 sekundy. Zdobył wówczas drugi bonus za najlepszy „Nokaut wieczoru”.
29 sierpnia 2020 roku w Warszawie podczas studyjnej gali KSW 54 miało dojść do starcia z Marianem Ziółkowskim. Pojedynek miał być nieoficjalny eliminatorem do starcia o mistrzowski pas w wagi lekkiej. Jednak z powodu wypadnięcia Szamila Musajewa z walki wieczoru z Mateuszem Gamrotem to Ziółkowski powalczył o pas z „Gamerem”. Ostatecznie Kazieczko spotkał się w oktagonie z „Chorwackim Kowbojem” Karlo Caputem, którego znokautował po niełatwym boju w trzeciej rundzie.
Po czterech wygranych walkach z rzędu dostał szansę walki o pas mistrzowski KSW w wadze lekkiej. Na jubileuszowej gali KSW 60 odbywającej się w Łodzi, przegrał pojedynek z panującym mistrzem Marianem Ziółkowskim przez poddanie w drugiej rundzie.
Po ponad rocznej przerwie powrócił do klatki 23 kwietnia 2022. Podczas gali KSW 69 zwyciężył przez TKO w drugiej rundzie z Francuzem, Wilsonem Varelą, zasypując rywala ciosami w parterze. Po tej walce Dominik Durniat w wywiadzie z Kazieczko nadał mu przydomek „Kowadłoręki”, który zawodnik z klubu Ankos MMA zaakceptował.
12 listopada 2022 w Grodzisku Mazowieckim podczas gali KSW 76 zmierzył się z argentyńsko-chorwackim zapaśnikiem, Francisco Barrio. W ostatniej rundzie pojedynku, po kolejnej wymianie ciosów, znokautował Croatę lewym sierpowym. Dwa dni później organizacja nagrodziła starcie bonusem za najlepszą walkę wieczoru.
Podczas gali XTB KSW 83: Colosseum 2, która odbyła się 3 czerwca 2023 na Stadionie PGE Narodowym w Warszawie zawalczył z będącym na fali sześciu wygranych z rzędu Czechem, Leo Brichtą. Pierwotnie to zestawienia miało odbyć się 13 maja 2023 na KSW 82: Hooi vs. Grzebyk w warszawskim Studiu ATM, jednak Kazieczko nie mógł wystąpić na wcześniejszej gali z powodów zdrowotnych. Pojedynek ten toczył się pełne trzy rundy w płaszczyźnie stójkowej, po których to na kartach sędziowskich niejednogłośną decyzją (29-28, 29-28, 28-29) zwyciężył Brichta.
20 lipca 2024 podczas wydarzenia XTB KSW 96: Pawlak vs. Janikowski 2 w Łódź Sport Arenie zmierzył się z Brazylijczykiem, Welissonem Paivą. W trzeciej rundzie przegrał przez techniczny nokaut, po tym jak rywal ruszył na niego z serią ciosów i kolanem pod siatką. Pojedynek obu zawodników nagrodzono bonusem za najlepszą walkę wieczoru. Pierwotnie rywalem Kazieczki miał być reprezentant Austrii, Ahmed Abdulkadirov, jednak ten musiał wycofać się z pojedynku z powodów zdrowotnych. 
Oczekiwano, że kolejną walkę stoczy 8 marca 2025 na gali XTB KSW 104: Kuberski vs. Romanowski w Gorzowie Wielkopolskim. Jego rywalem miał być były mistrz FEN, Roman Szymański, który na dzień przed galą musiał wycofać się z walki, z powodu zakażenia na nodze. Organizacja nie znalazła zastępstwa dla Kazieczki, jednak zapewniła, że jego starcie z Szymańskim zostanie przeniesione na jedno ze zbliżających się wydarzeń.  

## Osiągnięcia

### Mieszane sztuki walki
- 2014: Amatorski Puchar Areny Berserkerów – 1. miejsce, kat. 70kg, seniorzy (full contact)[39]
- 2014: 5 Amatorski Puchar KSW – 1. miejsce, kat. -73kg, seniorzy (full contact)[40]
- Konfrontacja Sztuk Walki
  - Bonus za nokaut wieczoru (dwa razy) vs. Tomasz Matusewicz (2017)[8], Michael Dubois (2019)[14]
  - Bonus za walkę wieczoru (dwa razy) vs. Francisco Barrio (2022)[27], Welisson Paiva (2024)[34]

### Brazylijskie jiu-jitsu
- 2011: I MP NO GI – 2. miejsce, kat. juniorzy -75,99kg[41]

## Lista zawodowych walk MMA
| Wynik     | Bilans | Przeciwnik (bilans przed walką)  | Rozstrzygnięcie                                   | Runda | Czas | Rozgrywki                           | Data       | Miejsce             | Uwagi                                                          |
| --------- | ------ | -------------------------------- | ------------------------------------------------- | ----- | ---- | ----------------------------------- | ---------- | ------------------- | -------------------------------------------------------------- |
| Przegrana | 9-4    | Welisson Paiva (9-4-2)           | TKO (ciosy pięściami i kolano)                    | 3     | 3:43 | XTB KSW 96: Pawlak vs. Janikowski 2 | 20.07.2024 | Łódź                | Limit umowny -72 kg. Bonus za walkę wieczoru                   |
| Przegrana | 9-3    | Leo Brichta (10-3. 1NC)          | Decyzja (niejednogłośna)                          | 3     | 5:00 | XTB KSW 83: Colosseum 2             | 03.06.2023 | Warszawa            |                                                                |
| Wygrana   | 9-2    | Francisco Barrio (10-2)          | KO (lewy sierpowy)                                | 3     | 3:20 | KSW 76: Parnasse vs. Rajewski       | 12.11.2022 | Grodzisk Mazowiecki | Bonus za walkę wieczoru.                                       |
| Wygrana   | 8-2    | Wilson Varela (6-2)              | TKO (ciosy w parterze)                            | 2     | 1:29 | KSW 69: Przybysz vs. Martins        | 23.04.2022 | Warszawa            |                                                                |
| Przegrana | 7-2    | Marian Ziółkowski (22-8-1. 1 NC) | Poddanie (duszenie zza pleców)                    | 2     | 4:24 | KSW 60: De Fries vs. Narkun 2       | 24.04.2021 | Łódź                | Pojedynek o pas mistrzowskI KSW w wadze lekkiej. Co-Main Event |
| Wygrana   | 7-1    | Karlo Caput (8-1)                | TKO (ciosy w parterze)                            | 3     | 4:30 | KSW 54: Gamrot vs. Ziółkowski       | 29.08.2020 | Warszawa            |                                                                |
| Wygrana   | 6-1    | Michael Dubois (11-6)            | KO (prawy sierpowy)                               | 1     | 0:24 | KSW 52: Race                        | 07.12.2019 | Gliwice             | Bonus za nokaut wieczoru.                                      |
| Wygrana   | 5-1    | Bartłomiej Kopera (9-4)          | Decyzja (większościowa)                           | 3     | 5:00 | KSW 47: The X-Warriors              | 23.03.2019 | Łódź                |                                                                |
| Wygrana   | 4-1    | Maciej Kaliciński (3-0)          | Decyzja (jednogłośna)                             | 3     | 5:00 | KSW 43: Soldić vs. du Plessis       | 14.04.2018 | Wrocław             |                                                                |
| Przegrana | 3-1    | Gracjan Szadziński (6-2)         | KO (lewy sierpowy i ciosy pięściami)              | 1     | 4:59 | KSW 41: Mańkowski vs. Soldić        | 23.12.2017 | Katowice            |                                                                |
| Wygrana   | 3-0    | Tomasz Matusewicz (2-0)          | TKO (prawy sierpowy i ciosy pięściami w parterze) | 1     | 1:10 | KSW 38: Live in Studio              | 07.04.2017 | Warszawa            | Bonus za nokaut wieczoru.                                      |
| Wygrana   | 2-0    | Mariusz Mazur (3-0)              | Decyzja (jednogłośna)                             | 3     | 5:00 | KSW 36: Trzy Korony                 | 01.10.2016 | Zielona Góra        | Debiut w KSW.                                                  |
| Wygrana   | 1-0    | Matěj Mordačík (1-0)             | KO (prawy prosty)                                 | 1     | 0:15 | Slugfest 4: Murowana Goślina        | 06.06.2015 | Murowana Goślina    |                                                                |

## Życie prywatne
Jego brat Wojciech Kazieczko jest także zawodnikiem MMA oraz kick-bokserem.